# ИМКА-Пресс
YMCA-Press, или ИМКА-Пресс (полное название YMCA Press publishing house) — издательство русской книги под эгидой международной христианской ассоциации молодёжи YMCA. Основано в 1921 году в Праге. Название издательства происходит от названия организации YMCA, созданной в Англии в 1844 году общественным деятелем Джорджем Уильямсом (1821—1905).
Адрес редакции и книжного магазина: Париж, рю де ла Монтань Сент-Женевьев, 11 (11, rue de la Montagne-Ste-Geneviève, Paris V).

## История
Издательство YMCA Press начало свою работу в 1921 году, когда небольшая группа российских эмигрантов, оказавшихся в Нью-Йорке во время Первой мировой войны, обратилась к Джону Мотту, Генеральному секретарю американского отделения организации YMCA, с предложением об издании. В России YMCA действовала с 1900 года. Прага была выбрана как наиболее подходящее место для печати на русском языке.
В 1923 году издательство перенесло свою работу в Берлин, где тогда жила наибольшая часть русских эмигрантов. С 1925 по 1940 годы издательство располагалось в Париже. В 1925—1940 годах его директором был Николай Бердяев.
Издательство было воссоздано в 1946 году, его первым послевоенным директором стал Дональд Лаури (англ. Donald A. Lowrie), возглавлявший издательство до 1952 года. С 1953 года издательство возглавил Иван Морозов, руководивший до 1978 года. После самоубийства Морозова издательством до 2016 года руководил Никита Струве.
Издательством впервые опубликованы многие книги, сыгравшие заметную роль в истории русской литературы — например, «Архипелаг ГУЛАГ» Александра Солженицына. Среди авторов, издававшихся «ИМКА-Пресс»: Иван Шмелёв, Николай Бердяев, Иван Бунин, Борис Зайцев, Марина Цветаева и др.
В 1990 году в Москве в Государственной библиотеке иностранной литературы прошла выставка издательства.
В 1991 году в Москве был учреждён «имковский» филиал — издательство «Русский путь».
В 1995 году значительная часть рукописей, писем и автографов из архива издательства была передана Никитой Струве московской Библиотеке-фонду «Русское зарубежье», учредителем которого он стал вместе с Русским общественным фондом Александра Солженицына и правительством Москвы.
В 2000 году Никита Струве опубликовал книгу документов и переписки созданного при участии его деда Петра Струве Братства Святой Софии. Документы он случайно обнаружил в архивах деда, после чего провёл изыскания в США, Франции и России, чтобы дополнить протоколы Братства перепиской его участников, виднейших религиозно-философских деятелей России начала XX века.
В 2012 году в Доме русского зарубежья имени Александра Солженицына прошла конференция «„YMCA-Press“ в истории русского книгоиздания за рубежом».